# 영선동
영선동(瀛仙洞)은 부산광역시 영도구의 동이다. 행정동 영선1동과 2동으로 나뉜다. 영선1동은 법정동 신선동1가의 극히 일부와 영선동1~2가를, 영선2동은 영선동3~4가를 관할한다.

## 개요
영도구에서 마을이 가장 먼저 형성된 지역이다. 인구는 18000명 정도이며, 동쪽은 봉래동과 봉래산, 북쪽은 남항동, 서쪽은 남해안, 남쪽은 동삼동과 접하고 있다.
자연마을로는 나릿가마을·성발축(城發築)마을·제2송도마을이 있다.
제1송도마을인 암남동과 마주보고 있어서 제2송도마을이라 칭한다.

## 관광지
영도구에서 가장 먼저 형성된 마을의 터가 아직 남아있는 흰여울문화마을이 영선동에 있다. 그 외 봉래산 자락도 영선동에 있다.

## 교육환경

### 고등학교
- 부산보건고등학교
- 부산영상예술고등학교

### 초등학교
- 영도초등학교

## 인구
| 연도   | 총인구   |  | 비고                                     |
| ------ | -------- |  | ---------------------------------------- |
| 1966년 | 26,620명 |  | 영선제1동(8,750명), 영선제2동(17,870명)  |
| 1970년 | 29,243명 |  | 영선제1동(8,674명), 영선제2동(20,569명)  |
| 1975년 | 32,191명 |  | 영선제1동(10,135명), 영선제2동(22,056명) |
| 1980년 | 28,643명 |  | 영선제1동(9,204명), 영선제2동(19,439명)  |
| 1985년 | 28,792명 |  | 영선제1동(9,494명), 영선제2동(19,298명)  |
| 1990년 | 26,173명 |  | 영선제1동(8,147명), 영선제2동(18,026명)  |
| 1995년 | 21,609명 |  | 영선제1동(6,516명), 영선제2동(15,093명)  |
| 2000년 | 19,352명 |  | 영선제1동(5,285명), 영선제2동 (14,067명) |
| 2005년 | 17,995명 |  | 영선제1동(5,865명), 영선제2동(12,130명)  |
| 2010년 | 16,681명 |  | 영선제1동(4,956명) 영선제2동(11,725명)   |
| 2015년 | 15,044명 |  | 영선제1동(4,635명), 영선제2동(10,439명)  |
| 2020년 | 13,309명 |  | 영선제1동(4,198명), 영선제2동(9,111명)   |